# Aeroportul Hinton/Jasper-Hinton
Aeroportul Hinton/Jasper-Hinton (IATA: YJP, ICAO: CEC4) este un aeroport din Alberta, Canada. Aeroportul a fost tranzitat în 2016 de 0 pasageri.
Situat la o altitudine de 1.221 m, aeroportul dispune de o singură pistă.